# Prêmio Regulação Endócrina
O Prêmio Regulação Endócrina (em inglês:  Endocrine Regulation Prize) é um prêmio dotado com 20.000 Euros (situação em 2012) concedido pela Fundação Ipsen para endocrinologia.

## Recipientes
- 2002 Wylie Vale
- 2003 Robert Lefkowitz
- 2004 Pierre Chambon
- 2005 Tomas Hökfelt
- 2006 Roger Cone
- 2007 William Crowley
- 2008 Ronald Mark Evans
- 2009 Gilbert Vassart
- 2010 Shlomo Melmed
- 2011 Paolo Sassone-Corsi
- 2012 Jeffrey Michael Friedman
- 2013 Bert William O’Malley
- 2014 Maria I. New
- 2015 Carl Ronald Kahn[1]
- 2016 John Funder[1]
- 2017 Bruce McEwen